# Буканов, Иван Александрович
Иван Александрович Буканов (1918—1943) — лейтенант Рабоче-крестьянской Красной армии, участник Великой Отечественной войны, Герой Советского Союза (1944).

## Биография
Иван Буканов родился 25 декабря 1917 (7 января 1918) года в деревне Новоказачье (ныне — Козельский район Калужской области в семье крестьянина. Рано остался без родителей, воспитывался в детском доме в Козельске. Окончил шесть классов начальной школы, после чего поступил в тракторно-механизаторскую школу. Проучившись в ней два года, получил специальность слесаря сельскохозяйственных машин. В 1932 году Буканов уехал в Москву, где в течение четырёх лет работал слесарем на заводе, а затем на строительстве Московского метрополитена.
В 1938 году был призван на службу в Рабоче-крестьянскую Красную Армию Козельским районным военным комиссариатом Смоленской области. После окончания полковой школы Буканов стал командиром орудия.
С июля 1941 года — на фронтах Великой Отечественной войны. Участвовал в битве за Москву. Окончил краткосрочные офицерские курсы и вернулся в августе 1942 года в звании младшего лейтенанта на Западный фронт. Принимал участие в освобождении Вязьмы. К 15 ноября 1943 года лейтенант Иван Буканов командовал взводом управления 308-го артиллерийского полка 144-й стрелковой дивизии 33-й армии Западного фронта. Отличился во время освобождения Витебской области Белорусской ССР.
15 ноября 1943 года, корректируя огонь батареи, Буканов уничтожил 5 вражеских пулемётных точек. В ходе отражения немецкой контратаки Буканов уничтожил орудийный расчёт врага и захватил орудие. Пока не кончились снаряды, он продолжал вести из трофейного орудия огонь по танкам и пехоте противника. Когда боеприпасы закончились, Буканов подорвал орудие и вынес с поля боя раненого бойца.
3 декабря 1943 года Буканов пропал без вести в бою в районе деревни Красная Слобода (Малосавинский сельсовет, Дубровенский район, Витебская область, Беларусь). Похоронен в деревне Красная Слобода в братской могиле.

## Награды и звания
Указом Президиума Верховного Совета СССР от 3 июня 1944 года за «образцовое выполнение боевых заданий командования на фронте борьбы с немецкими захватчиками и проявленные при этом мужество и героизм» лейтенант Иван Буканов был посмертно удостоен высокого звания Героя Советского Союза. Также был награждён орденами Ленина и Красной Звезды.

## Память
- В честь Буканова назван переулок в Козельске[1].
- Именем Буканова И. А. названа одна из улиц деревни Новое Казачье Козельского района Калужской области.
- В 2016 году на Федеральном военном мемориальном кладбище установлен кенотаф[2].